# コナー・ベダード
コナー・ベダード（Connor Bedard, 2005年7月17日 - ）は、カナダのブリティッシュコロンビア州ノースバンクーバー出身のプロアイスホッケー選手。NHLのシカゴ・ブラックホークスに所属している。ポジションはセンター。

## 経歴

### 生い立ち
カナダで生まれ育つ。2018年には雑誌『ザ・ホッケーニュース』で「ホッケー界の未来」として特集され、若手有望株として注目されるようになった。バンクーバーのアカデミー内のユースチームでプレーしていた。

### ジュニア
2020年3月にホッケー・カナダから特例措置を受け、国内のホッケーリーグに1年早く参加できるようになった。その後同年のWHLドラフトにて、全体1位でレジャイナ・パッツから指名され入団した。9月にはスウェーデンのユースチームに派遣され、2021年3月までプレーした。2020-21シーズンはWHLで16試合に出場して12ゴール、16アシスト、28ポイントを記録し、最優秀新人賞を受賞した。また、2021年に開催されたU20世界選手権のカナダ代表に選出された。
2021-22シーズンは60試合に出場して51ゴール、49アシスト、100ポイントを記録し、WHL史上最年少でシーズン50ゴールを記録した選手となった。
2022-23シーズンはWHL史上初となるシーズン20試合連続ポイントを記録。その活躍から人気は高く、敵地で行われる試合でもベダードを見るために多くの観客が集まるようになった。バンクーバー・ジャイアンツの本拠地での試合に出場した際は、ジャイアンツの年間平均の約2倍となる5,000人の観客が来場している。シーズン途中に開催されたU20世界選手権に出場し、ヤロミール・ヤーガーが保持していたU20世界選手権での通算最多ポイント記録を更新するなど大活躍し、カナダの優勝に貢献。最優秀フォワード賞を受賞し、世界的な注目を集めるようになった。選手権終了後にリーグに復帰してからはさらに人気が高まり、ベダードが出場する試合の会場は立ち見が出るほどの観客を集めた。世界選手権出場のためシーズンの11試合を欠場したにもかかわらず、57試合の出場で71ゴール、72アシスト、143ポイントを記録し、WHLの得点王、シーズンMVPを受賞した。

### シカゴ・ブラックホークス
早い時期から2023年のNHLドラフトでの上位指名が確実視されており、同世代で同じく上位指名候補とされていたロシア出身のマトベイ・ミチコフと比較された。また、ベダードとミチコフのライバル関係を、かつてのアレクサンドル・オベチキンとシドニー・クロスビーに重ねて比較するメディアもあった。しかし、ミチコフがロシアのチームと複数年契約に合意したことや、同時期にロシアによるウクライナ侵攻が始まりロシア国内が不安定な状況だったこともあり、ベダードの全体1位指名が最有力とされるようになった。ドラフトが近付くにつれ、オベチキンやクロスビー、コナー・マクデビッドらNHL最高峰の選手たちと比較されるようになった。2022-23シーズンに敗北を重ねたシカゴ・ブラックホークスやアリゾナ・コヨーテズは、メディアからはベダードを獲得するためにタンク（ドラフト指名権の順位を上げるため、意図的に試合に負けること）していると指摘されていた。ドラフトロッタリーの結果、ブラックホークスが全体1位指名権を獲得した。
迎えたドラフトでは前評判通りにブラックホークスから全体1位で指名され、その後ルーキー契約を結んだ。